# Marc Vampa
Marc Vampa, né le 8 juin 1946 à Paris, est un homme politique français, membre du Nouveau Centre.

## Biographie
Ancien sous-officier des pompiers de Paris, il devient informaticien. Il dirige sa propre société informatique, avant de devenir commerçant à Bernay. Aujourd'hui, il est à la retraite.
Il est maire de Beaumesnil de 2001 à 2020, et conseiller général du canton de Beaumesnil de 1997 à 2015. Vice-président de la communauté de communes, il se montre défavorable à l'assouplissement de la carte scolaire. 
Il est premier adjoint au maire de La Houssaye puis, après une tentative malheureuse à la Ferrière-sur-Risle, adjoint au maire de La Barre-en-Ouche.
Suppléant d'Hervé Morin dans la 3e circonscription de l'Eure, il siège à l'Assemblée nationale du 20 juillet 2007, à la suite de l'entrée de celui-ci au gouvernement, au 14 décembre 2010, date du retour à l'Assemblée de ce dernier.

## Détail des mandats locaux
- Conseil municipal de La Houssaye (Eure)
  - 6 mars 1983 - 11 mars 1989 (adjoint au maire)

- Conseil municipal de La Barre-en-Ouche (Eure)
  - 1er septembre 1995 - 18 mars 2001 (adjoint au maire)

- Conseil municipal de Beaumesnil (Eure)
  - depuis le 19 mars 2001 (maire)

- Conseil général de l'Eure
  - 1er décembre 1997 - 22 mars 2015 (conseiller général)